# Oxyethira campanula
Oxyethira campanula is een schietmot uit de familie Hydroptilidae. De soort komt voor in het Oriëntaals en het Palearctisch gebied.